# Rectoria del Cint
La Rectoria del Cint és una rectoria del municipi de l'Espunyola (Berguedà) inclosa en l'Inventari del Patrimoni Arquitectònic de Catalunya.

## Descripció
És un edifici de planta rectangular cobert a dues aigües amb teula àrab i el carener paral·lel a la façana, orientada a llevant. Està estructurat en planta baixa i dos pisos superiors. El parament és de pedres irregulars, de diverses mides disposades en fileres. Adossada a la masia trobem l'església de Sant Sadurní del Cint, d'origen romànic.

## Història
Aquesta rectoria fou nucli principal del petit municipal independent al s. XIX del Cint. Està situada dalt d'un turó sota els cingles de Taravil, fou lloc d'aquarterament durant les guerres carlines del segle xix. L'estructura de la construcció data, però, del segle xvii, de la mateixa manera que l'església.